# Al-Abbàs ibn al-Hàssan al-Jarjaraí
Abu-Àhmad al-Abbàs ibn al-Hàssan ibn Ayyub al-Jarjaraí (àrab: أبو أحمد العباس بن الحسن بن أيوب الجرجرائي, Abū Aḥmad b. al-Ḥassan b. Ayyūb al-Jarjarāʾī) (mort el 908) fou un visir abbàssida.
Va servir a la cort sota al-Muktafí (902-908) i mercès a la influència del visir al-Qàssim ibn Ubayd-Al·lah, el va succeir a la mort d'aquest l'octubre del 904. El 908 va proclamar nou califa al jove príncep de 13 anys Jàfar, que va regnar com al-Múqtadir (agost del 908) que el va confirmar com a visir. El seu principal col·laborador fou Abu l-Hàssan Alí ibn Muhàmmad ibn Mussa ibn al-Furat, un personatge poc escrupolós que després fou visir.
El caràcter despòtic del visir li va fer guanyar molts enemics a la cort i finalment va originar el complot de desembre del 908, en el qual va morir (17 de desembre); no obstant els conjurats no va aconseguir l'objectiu de proclamar califa a un fill d'al-Mútazz, Abu-l-Abbàs Abd-Al·lah ibn al-Mútazz per la resistència de la guàrdia.